# Allium microspathum
Allium microspathum är en amaryllisväxtart som beskrevs av Ekberg. Allium microspathum ingår i släktet lökar, och familjen amaryllisväxter. Inga underarter finns listade i Catalogue of Life.